# NGC 1715
NGC 1715 est une nébuleuse en émission située dans la constellation de la Dorade. Cette nébuleuse est située dans le Grand Nuage de Magellan. Elle a été découverte par l'astronome britannique John Herschel en 1834.